# بیانیه ۱۴ فعال سیاسی
بیانیه ۱۴ فعال سیاسی موسوم به بیانیه ۱۴ نام بیانیه‌ای است که در آستانه ۲۲ خرداد ماه ۱۳۹۸ خورشیدی، همزمان با سالگرد انتخابات ریاست جمهوری ۱۳۸۸ ایران، توسط ۱۴ تن از فعالان مدنی و کنشگران سیاسی داخل ایران با هدف طرح یک سری خواسته‌های سیاسی و مدنی منتشر شد. امضاکنندگان این بیانیه با طرح مشکلات اقتصادی، مدنی و سیاسی داخل ایران ضمن انتقاد از وضعیت جاری کشور در زمینه‌های سیاسی، اجتماعی و اقتصادی خواستار اعمال اصلاحات در قانون اساسی کشور، کناره‌گیری سید علی خامنه‌ای، رهبر جمهوری اسلامی از قدرت و گذار از نظام جمهوری اسلامی شدند. امضاکنندگان این سند دلایل خود برای طرح چنین مطالبه‌ای را «نقص گسترده حقوق مدنی، به‌خصوص زنان»، «ناتوانی در رهبری و اداره درست کشور» و «استبداد نظام حاکم، عدم استقلال قوا و عدم امکان برگزاری انتخابات آزاد» عنوان کردند. بیانیه مذکور «مردم ایران» را مخاطب خود قرار می‌دهد و با فراخوان مردم به خیزش پایان می‌یابد. کمال جعفری یزدی، محمد نوری‌زاد، گوهر عشقی و محمد ملکی از جمله چهره‌هایی بودند که بیانیه را امضا کردند.
به فاصله چندی پس از انتشار بیانیه فوق، ۱۴ زن ایرانی از چهره‌های کنشگر خارج کشور نیز با امضای بیانیه‌ای حمایت خود را از این ۱۴ تن اعلام داشتند. نام چهره‌هایی چون مسیح علی‌نژاد و نازنین بنیادی در بین این افراد به چشم می‌خورد.
در همین حین ۱۴ نفر از کنشگران زن داخل ایران ضمن انتشار نامه‌ای با اعلام مطالبات مدنی و سیاسی خود و اعلام حمایت از بیانیه ۱۴ تن، اعلام موجودیت نمودند.
پس از انتشار این بیانیه‌ها بسیاری از امضاکنندگان آن احضار یا توسط نهادهای امنیتی بازداشت شدند. عده‌ای از امضاکنندگان نیز گزارش کردند که توسط افرادی ناشناس مورد تهدید، ضرب شتم و ارعاب قرار گرفتند.
تعدادی از احزاب سیاسی، چهره‌های سرشناس و جمعی از شهروندان نیز اقدام به اعلام حمایت از این کنشگران و بیانیه آنها کردند.

## درون‌مایه بیانیه
روی سخن بیانیه با مردم ایران است و مخاطبان خود را هم‌میهن صدا می‌کند. بیانیه با رویکردی انتقادی نسبت به مسائل مدنی و سیاسی ایران نوشته شده‌است. امضاکنندگان خواستار کناره‌گیری رهبر جمهوری اسلامی از قدرت و گذار از نظام جمهوری اسلامی و اعمال تغییرات در قانون اساسی کشور شدند. نویسندگان نظام جمهوری اسلامی را نظامی اصلاح ناپذیر قلمداد کرده و اصل ۱۱۰، ۱۱۲ و ۱۱۳ ارکان نظام سیاسی جمهوری اسلامی در قانون اساسی «که میزان صلاحیت و اختیارات رهبر جمهوری اسلامی را تعیین می‌کند» و موانع بازنگری آن قوانین طبق اصول ۱۷۶ و ۱۷۷ «مربوط به اختیارات شورای عالی امنیت ملی و مجمع تشخیص مصلحت نظام» را نیز مدرکی برای اثبات بیانات خود معرفی نمودند.
همچنین با انتقاد از قوه مجریه و قوه قضائیه و همین‌طور قوه مققننه بیان داشتند که این نهادها فاقد قدرت و استقلال برای اداره مستقل کشور بوده و دولت تنها نقش تدارکاتچی را ایفا می‌کند. امضاکنندگان بیانیه باور دارند نظام جمهوری اسلامی حقوق مدنی و سیاسی مردم را نقص کرده و حقوق اولیه زنان را در طول دوران حکومت خود مورد نقصان گسترده قرار داده‌است و با وجود جمهوری اسلامی امکان نیل به آزادی و رفاه وجود ندارد. بیانیه فوق خود را فراجناحی دانسته و با فراخوان مردم به خیزش علیه حکومت پایان می‌یابد.

## امضاکنندگان
نام‌های امضاکنندگان به ترتیب حروف الفبا: 
1. جواد لعل محمدی
2. حوریه فرج‌زاده
3. رضا مهرگان
4. زرتشت احمدی راغب
5. عباس واحدیان شاهرودی
6. کمال جعفری یزدی
7. گوهر عشقی
8. محمد کریم‌بیگی
9. محمدحسین سپهری
10. محمد ملکی
11. محمد مهدوی‌فر
12. محمد نوری‌زاد
13. محمدرضا بیات
14. هاشم خواستار

## واکنش‌ها
پس از انتشار این بیانیه و آغاز روند بازداشت امضاکنندگان آن، بیانیه‌های دیگری از سوی فعالان داخلی و خارجی در حمایت از مفاد بیانیه ۱۴ و امضاکنندگان آن منتشر شد.

### بیانیه ۱۴ زن کنشگر خارج از ایران
به فاصله چندی پس از انتشار این نامه، ۱۴ تن از کنشگران سیاسی خارج از کشور با انتشار نامه‌ای، حمایت رسمی خود از این ۱۴ نفر و بیانیه‌شان را اعلام داشتند. امضاکنندگان این نامه در بخشی از بیانیه خود با یادکرد از نظام‌های تمامیت‌خواه نوشتند که سیستم‌های اقتدارگرا در پی جدایی قشرها از هم هستند، آنان در بیانیه‌شان خود را دنبال‌کننده راه زنان داخل کشور در زمینه فعالیت‌های مدنی معرفی کردند. امضاکنندگان نامه حمایت خود را تلاشی برای «انعکاس صدای این ۱۴ نفر» اعلام کردند.

#### امضاکنندگان
امضاکنندگان این بیانیه که همگی آنها زن بودند شامل:
1. نازنین افشین جم
2. رویا برومند
3. لادن برومند
4. نازنین بنیادی
5. اعظم بهرامی
6. رؤیا حکاکیان
7. نعیمه دوستدار
8. مسیح علی‌نژاد
9. ناهید فرهاد
10. مهرانگیز کار
11. شیما کلباسی
12. مریم معمارصادقی
13. آذر نفیسی
14. لیلی نیکونظر.[۸][۱۷]

### بیانیه ۱۴ زن کنشگر داخلِ ایران
چهارده تن از زنان داخل ایران طی نامه‌ای در حمایت از بیانیه اولیه با اعلام مخالفت خود با نظام جمهوری اسلامی حمایتشان از بیانیه ۱۴ را اعلام کرده و خواهان گذار از نظام جمهوری اسلامی و رسیدن به یک حکومت سکولار دموکرات شدند. به باور آنها نظام جمهوری اسلامی حقوق اولیه و ابتدایی زنان را با نگاه دینی خود نقص کرده و سیاست‌هایش منجر به فشارهای اقتصادی و معیشتی بر مردم جامعه شده. آنها شیوه خود برای نیل به اهدافشان را مبارزات مدنی عاری از خشونت معرفی کردند. در زمان انتشار نامه حداقل یکی از امضاکنندگان این بیانیه در زندان به سر می‌برد. نرگس منصوری یکی از امضاکنندگان این بیانیه که توسط نیروهای امنیتی بازداشت شد در خصوص حقوق زنان در جمهوری اسلامی گفت که زنان در جمهوری اسلامی شهروندان درجه دو هستند و حقوق ابتداییشان نقص می‌شود. او ضمن اعتراض به منع ورود زنان به استادیوم‌های ورزشی، ممنوعیت آواز خواندن زنان در ایران و مسائل مرتبط با حجاب اجباری، مسائل حقوقی را نیز علیه زنان دانست و گفت زنان ضمن محرومیت از حق طلاق، حضانت فرزند، ارث برابر و گرفتن سمت‌های بالا در قوه قضاییه و مجریه محروم هستند. او این مسائل را با نام " آپارتاید جنسی" تعریف کرد.

#### امضاکنندگان
امضاکنندگان این بیانیه که همگی آنها زنان ساکن ایران بودند شامل:
1. شهلا انتصاری (فعال سیاسی، کارگری و حقوق زنان)
2. نصرت بهشتی (فعال مدنی و حقوق زنان و معلم بازنشسته)
3. فرشته تصویبی (فعال مدنی و حقوق زنان)
4. پروا (سکینه) پاچیده (فعال مدنی و حقوق زنان، نویسنده و شاعر)
5. گیتی پورفاضل (فعال مدنی و حقوق زنان، وکیل دادگستری و عضو کانون نویسندگان)
6. زهرا جمالی (فعال مدنی و حقوق زنان)
7. شهلا جهان‌بین (فعال مدنی و حقوق زنان و حامی حقوق زندانیان سیاسی)
8. فاطمه سپهری (فعال مدنی و حقوق زنان)
9. مریم سلیمانی (فعال مدنی و حقوق زنان)
10. سوسن طاهرخانی (فعال مدنی و حقوق زنان و دبیر بازنشسته)
11. فرنگیس مظلوم (فعال مدنی و حقوق زنان و زندانی سیاسی و مادر سهیل عربی)
12. نرگس منصوری (فعال مدنی و کارگری و حقوق زنان و عضو سندیکای شرکت واحد)
13. کیمیا نوروزی‌صابر (فعال مدنی و حقوق زنان نویسندگان)
14. حوریه فرج‌زاده[۹][۲۰]

### احزاب
کمی پس از انتشار این نامه تعدادی از احزاب سیاسی کرد ایران نیز حمایت خود را از بیانیه‌ها اعلام داشتند.
این احزاب شامل: حزب دموکرات کردستان ایران (حدکا)، حزب دموکرات کردستان (حدک)، حزب کومله کردستان ایران و کومله زحمتکشان کردستان بودند.

### شخصیت‌ها
فرح پهلوی پس از انتشار نامه ۱۴ کنشگر زن، حمایت خود را از مبارزات مدنی زنان ایرانی اعلام کرد.

### سازمان‌ها و نهادها
کانون نویسندگان ایران با محکوم کردن بازداشت گیتی پورفاضل نویسنده و وکیل عضو این کانون، خواهان آزادی «بی‌قید و شرط» او و همه زندانیان سیاسی و عقیدتی در ایران شد.

### پویش اینترنتیِ، من نفر پانزدهم هستم
از سوی دیگر طیف وسیعی از شهروندان نیز اقدام به راه‌اندازی یک پویش در فضای مجازی تحت عنوان "من نفر پانزدهم هستم" در حمایت از بیانیه گروه چهارده کرده و با ارسال ویدیوهایی، خود را نفر پانزدهم بیانیه معرفی کردند. افراد در این ویدیوها با بیان انتقادات خود نسبت به وضعیت مدنی، معیشتی و سیاسی حاکم بر کشور، مخالفتشان با حکومت را ابراز داشتند.

#### هنرمندانِ شرکت کرده در پویش
از میان هنرمندانی که تاکنون به کمپین من نفر پانزدهم هستم پیوسته‌اند و ویدیو خود را به نشانه حمایت به اشتراک گذاشته‌اند می‌توان به آرش سبحانی، حمید طالب‌زاده (خواننده)، شهبال شب‌پره، شهرام آذر، مرتضی برجسته، شهره آغداشلو، محمد خردادیان، مانا نیستانی، سعید محمدی، ابی و شراره دولت‌آبادی اشاره کرد.

## برخورد با امضاکنندگان
پس از انتشار نامه فوق تعدادی از امضاکنندگان در همان روزهای اول و تعدادی دیگر در ماه‌های آتی توسط نهادهای امنیتی جمهوری اسلامی بازداشت و زندانی شدند. محمد نوری‌زاد ۱۷ تیرماه بابت امضای این نامه به دادسرای اوین احضار شد. کمال جعفری یزدی، از دیگر امضاکنندگان بیانیه، نیز که پیشتر به حکم ۱۳ سال زندان بدوی محکوم شده بود. در همین ارتباط جمعی از افراد با مسافرت به مشهد و تجمع برابر دادگستری مشهد قصد اعتراض به حکم وی را داشتند که عموماً بازداشت شدند. در میان این بازداشت‌شدگان دست کم ۴ نفر شامل جواد لعل محمدی، هاشم خواستار، محمد حسین سپهری و محمد نوری‌زاد جزو امضاکنندگان بیانیه ۱۴ نفره بودند.
رضا مهرگان از امضاکنندگان بیانیه اولیه نیز خبر داد که از سوی سه فرد ناشناس با شوکر و چاقو مورد حمله و ضرب و شتم قرار گرفته. محمد حسین سپهری از دیگر چهره‌های امضاکننده این بیانیه گفت فردی ناشناس با چاقو به منزل وی مراجعه کرده و او نیز اقدام به تماس با نیروی انتظامی کرده اما هیچ مأموری برای بررسی مسئله به منزلش اعزام نشده‌است. در برخی از رسانه‌ها نیز گزارش شد که جواد لعل‌محمدی پس از انتشار این نامه تماس‌هایی تهدیدآمیز دریافت کرده‌است. لعل محمدی در این باره با انتشار بیانیه‌ای خبر از وجود تهدیدات و سوءقصد احتمالی به جان این ۱۴ تن داد. همچنین گوهر عشقی، مادر ستار بهشتی، پیام‌هایی با محتوای تهدیدآمیز از منشأیی ناشناس دریافت نمود.
با گذشت ۹ ماه از بازداشت عباس واحدیان شاهرودی، یکی از امضاءکنندگان نامه درخواست استعفای خامنه‌ای و زندانی در زندان وکیل‌آباد مشهد، در تاریخ ۲۵ اردیبهشت ۹۹ همچنان در وضعیت بلاتکلیف به‌سر می‌برد. در مراجعه خانواده برای پیگیری این موضوع قاضی پرونده گفت که به او فرصت رسیدگی به پرونده نداشته‌است.

### روزشمار بازداشت امضاکنندگان
فاطمه سپهری، حوریه فرج‌زاده و نرگس منصوری سه نفر از امضاکنندگان نامه ۱۴ نفره زنان داخل ایران نیز در تهران و مشهد در ارتباط با انتشار نامه فوق بازداشت شدند.
عباس واحدیان شاهرودی، یکی دیگر از امضاکنندگان بیانیه ۱۴ نفره، شامگاه ۲۷ مرداد در منزل خود تحت شرایطی توسط هشت تن از مأموران اطلاعاتی بازداشت شد که فردای آن روز به دادگاه انقلاب مشهد احضار شده بود. گزارش حاکی از این بود که رفتار مأموران برای بازداشت وی «خشونت‌آمیز» بوده.
در اواخر مردادماه گزارش شد که مردان در بازداشت بیانیه گروه ۱۴ دست به اعتصاب غذا زدند. اما خواهر یکی از بازداشت‌شدگان زن این بیانیه درخصوص اعتصاب غذای زنان بیانیه اعلام بی‌خبری کرد.
در ۳۰ مرداد ماه شهلا جهان‌بین که یکی از امضاکنندگان بیانیه ۱۴ فعال سیاسی زن بود در منزل خود توسط نیروهای امنیتی بازداشت شد و تا مرداد ماه سال ۹۸ شمار بازداشت‌شدگان این بیانیه به پنج تن رسید. مأموران حین بازداشت جهان‌بین اقدام به ضبط دو تلفن همراه متعلق به او کردند. به گزارش ایران اینترنشنال بازداشت شهلا جهان‌بین بسیار خشونت‌آمیز صورت گرفت.
گیتی پورفاضل حقوقدان، از اعضای شورای مرکزی جبهه ملی ایران و از امضاکنندگان بیانیه ۱۴ فعال زن در روزهای اول شهریور ماه بازداشت شد. خانواده وی از محل نگهداری و مرجع بازداشت وی ابراز بی اطلاعی کردند. او وکالت خانواده ستار بهشتی را نیز در پرونده قتل بهشتی بر عهده داشت. با بازداشت وی رقم بازداشت‌شدگان این بیانیه که در طی ماه قبل از شهرهایی چون تهران، مشهد و رشت بازداشت شده بودند به هفت نفر رسید.
همچنین زهرا جمالی ساکن تهران یکی از امضاکنندگان بیانیه زنان در منزل خواهر خود در ۲ شهریور ماه توسط مأموران امنیتی بازداشت شد.
در اوان شهریور ماه رضا مهرگان، از امضاکنندگان بیانیه اولیه، در محل سکونتش در یکی از روستاهای توابع رامسر توسط نیروهای امنیتی بازداشت شد. مطابق گزارش‌ها مأموران با رجوع به منزلش و ضبط لوازم شخصی‌اش او را بازداشت نمودند. همچنین زرتشت احمدی راغب شامگاه سه‌شنبه ۵ شهریور ماه توسط نیروهای مسلح امنیتی بازداشت و لوازم شخصی او ضبط شد. وی که از آتش‌نشانان منطقه فردوسیه بود از چند ماه قبل بابت فعالیت‌های سیاسی خود از کار معلق شده بود. مأموران حین بازداشت لباس آتش‌نشانی وی را نیز با خود بردند. مطابق گزارش‌ها بازداشت وی خشونت‌آمیز صورت گرفت.
نرگس منصوری، یکی از زنان بازداشت شده بیانیه ۱۴ زن که از بیست و یکم مرداد بازداشت شده بود در ابتدای بازداشتش به مدت ۲۰ روز در سلول‌های انفرادی بازداشتگاه سازمان اطلاعات سپاه پاسداران تحت بازجویی بود پس از سه روز اعتصاب غذا در ۱۳ شهریور از زندان قرچک ورامین به بند زنان زندان اوین منتقل گشت. هشت تن از امضاکنندگان بیانیه ۱۴ زن ایرانی تحت شرایطی تا ۲۳ شهریور ۱۳۹۸ همچنان تحت «بازداشت موقت» از سوی جمهوری اسلامی بودند که حق ملاقات با اعضای خانواده و داشتن وکیل به آنها داده نمی‌شد. همچنین هیچ مقامی از دولت حسن روحانی نسبت به بازداشت‌شدگان و وضعیت آنها واکنشی نشان ندادند.

### عدم دسترسی بازداشت‌شدگان به وکیل
مطابق قانونی که در سال ۱۳۹۷ از سوی مجلس شورای اسلامی در تبصره ماده ۴۸ قانون آیین دادرسی کیفری را تصویب شد، متهمان این بیانیه تنها حق استفاده از ۲۰ وکیلی که مورد تأیید دادگستری است را داشتند و حق داشتن وکیل دیگری به آنها داده نشد.
محمدحسین آقاسی، وکیل دادگستری در این باره گفت که با سفر به مشهد قصد وکالت ۹ تن از بازداشتی‌های بیانیه را داشت اما به او اجازه کار داده نشد و این افراد تا آن روز بدون وکیل بودند.

### احکام صادر شده
در تاریخ ۱۳ بهمن ۱۳۹۸ تعدادی از امضاکنندگان بیانیه و حامیانشان در مجموع به ۷۲ سال زندان، ۶ سال تبعید و ۶ سال ممنوعیت از هرگونه فعالیت محکوم شدند. این افراد شامل:
1. عبدالرسول مرتضوی به ۲۶ سال زندان[۴۵][۴۶][۴۷][۴۸][۴۹]
2. هاشم خواستار به ۱۶ سال زندان، سه سال تبعید به شهرستان نیکشهر و سه سال ممنوعیت خروج از کشور[۴۵][۴۶][۴۷]
3. محمد نوری‌زاد به ۱۵ سال زندان، سه سال تبعید به ایذه و سه سال ممنوعیت خروج از کشور[۴۵][۴۶][۴۷]
4. محمد مهدوی‌فر به ۹ سال زندان[۵۰]
5. فاطمه سپهری به ۶ سال زندان[۴۵][۴۶][۴۷] آزادی با تعلیق حکم
6. محمدحسین سپهری به ۶ سال زندان[۴۵][۴۶][۴۷]
7. هاشم رجایی، غلامعلی حسین پور گنابادی و مرتضی قاسمی هر کدام به یک سال زندان محکوم شد.[۴۵][۴۶][۴۷]
8. شهلا جهان‌بین، گیتی پورفاضل، زهرا جمالی و شهلا انتصاری هر یک به سه سال و شش ماه زندان محکوم شدند که به دلیل عدم ارائه درخواست تجدیدنظر، این حکم به ۲۷ ماه زندان برای هر یک کاهش یافت.[۵۱][۵۲]
9. نرگس منصوری نیز به ۶ سال زندان محکوم شد.[۵۱]

همچنین دادگاه رسیدگی به اتهام توهین به رهبری این افراد برگزار اما تا آن تاریخ برگزار نشده بود. از بین آنها تعدادی متهمان نیز به صورت غیابی محاکمه و محکوم شدند.
- روز سه‌شنبه ۱۸ اسفند ۱۳۹۸ رضا مهرگان، یکی از ۱۴ امضاکننده بیانیه «استعفای خامنه‌ای» به ۶ سال زندان محکوم و در دادگاه تجدیدنظر تأیید شد.[۵۳][۵۴]

## واکنش‌ها به سرکوبِ امضاکنندگان
روز پنج‌شنبه ۱۳ فوریه ۲۰۲۰ سخنگوی وزارت خارجه آمریکا، مورگان اورتگاس، صدور احکام طولانی مدت زندان برای امضاکنندگان بیانیه و حامیانشان را محکوم کرد و گفت: «ما خواستار آزادی فوری همه زندانیان سیاسی در ایران هستیم.»